# Arona (Spanyolország)
Arona település Spanyolországban, Santa Cruz de Tenerife tartományban. Arona Adeje, Vilaflor és San Miguel de Abona községekkel határos. Lakosainak száma 86 624 fő (2024).

## Népesség
A település népessége az elmúlt években az alábbi módon változott:
| Lakosok száma | 43 259 | 59 395 | 72 328 | 78 614 | 77 718 | 79 890 | 78 930 | 81 216 | 82 982 | 86 624 |
|               | 2001   | 2004   | 2007   | 2009   | 2012   | 2014   | 2017   | 2019   | 2022   | 2024   |